# Liste der Biografien/Poz
Liste der Biografien |
Portal Biografien |
Personensuche
# |
A |
B |
C |
D |
E |
F |
G |
H |
I |
J |
K |
L |
M |
N |
O |
P |
Q |
R |
S |
T |
U |
V |
W |
X |
Y |
Z |
?
 
Pa |
Pc |
Pe |
Pf |
Ph |
Pi |
Pj |
Pk |
Pl |
Pm |
Pn |
Po |
Pr |
Ps |
Pt |
Pu |
Pv |
Pw |
Py
 
Poa |
Pob |
Poc |
Pod |
Poe |
Pof |
Pog |
Poh |
Poi |
Poj |
Pok |
Pol |
Pom |
Pon |
Poo |
Pop |
Por |
Pos |
Pot |
Pou |
Pov |
Pow |
Pox |
Poy |
Poz
Die Liste der Biografien führt alle Personen auf, die in der deutschsprachigen Wikipedia einen Artikel haben. Dieses ist eine Teilliste mit 126 Einträgen von Personen, deren Namen mit den Buchstaben „Poz“ beginnt.

## Poz

### Poza
- Poza, Andrés de (1530–1595), spanischer Offizier, Kosmograf und Linguist
- Poza, Juan Bautista de (1588–1659), spanischer katholischer Theologe, Jesuit und Autor
- Poza, Nathalie (* 1972), spanische Schauspielerin
- Pozadas, Florencio (1939–1968), bolivianischer Komponist
- Pozaić, Valentin (1945–2023), kroatischer römisch-katholischer Ordensgeistlicher, Weihbischof in Zagreb
- Pożak, Janusz (* 1955), polnischer Radrennfahrer
- Pozam, Beril (* 1995), türkische Schauspielerin
- Pozan, Fırat (* 1989), türkischer Taekwondoin
- Pozar, Cleve (1941–2019), amerikanischer Komponist und Jazzschlagzeuger
- Požarskas, Mykolas (1927–1986), litauischer Jurist und Politiker, Vizeminister
- Pozas, Sebastián (1876–1946), spanischer General im Dienst der Zweiten Spanischen Republik

### Pozd
- Pozdejeva, Irina, litauische Fußballschiedsrichterassistentin
- Pozder, Denis (* 1989), deutsch-bosnischer Fußballspieler
- Pozdro, John (1923–2009), US-amerikanischer Komponist und Musikpädagoge

### Poze
- Pozeg, Anton (* 1982), deutscher Koch
- Požela, Juras (1982–2016), litauischer Politiker
- Požela, Juras Karlowitsch (1925–2014), russisch-litauischer Physiker
- Požėla, Karolis (1896–1926), litauischer Kommunist
- Požėla, Renatas (* 1974), litauischer Jurist und Polizist
- Pożerska, Patrycja (* 1984), polnische Fußballspielerin
- Požerskis, Romualdas (* 1951), litauischer Fotograf und Professor

### Pozg
- Požgaj, Anže Svit (* 2003), slowenischer Mittelstreckenläufer

### Pozh
- Pozhari, Demë Ali (1905–1975), albanischer Mitbegründer und Anführer der albanischen Widerstandsbewegung und Bürgermeister von Pozhar
- Pozholiparampil, Sebastian (* 1957), indischer Geistlicher, syro-malabarischer Bischof von Hosur

### Pozi
- Pozingis, Virgilijus (* 1964), litauischer Politiker und Bürgermeister der Rajongemeinde Šilutė (2007–2011)
- Poživil, Lukáš (* 1982), deutsch-tschechischer Eishockeyspieler

### Pozl
- Pözl, Joseph (1814–1881), bayerischer Landtagspräsident

### Pozn
- Poznanović, Milica (* 2003), serbische Leichtathletin
- Poznanović, Staša (* 1988), kroatische Badmintonspielerin
- Poznańska, Zofia (1906–1942), jüdische Widerstandskämpferin
- Poznański, Grzegorz Marek (* 1971), polnischer Karrierediplomat und Angehöriger des öffentlichen Dienstes, Botschafter in Estland (2010–2014), seit 2020 Generaldirektor des Ständigen Sekretariats des Rates der Ostseestaaten (CBSS) in Stockholm
- Poznański, Izrael (1833–1900), polnischer Philanthrop und Geschäftsmann (Fabrikant)
- Poznański, Jakub (1890–1959), polnisch-jüdischer Ingenieur, Chemiker, Apotheker und Holocaustüberlebender
- Poznanski, Joshua (* 1995), deutscher Footballspieler
- Poznanski, Lilly Ogatina (1942–1989), salomonische Politikerin
- Poznański, Louis (* 2001), deutsch-polnischer Fußballspieler
- Poznański, Marek (* 1984), polnischer Politiker (Twój Ruch), Mitglied des Sejm
- Poznański, Samuel Abraham (1864–1921), polnischer Reformrabbiner und Prediger an der Großen Synagoge, Orientalist
- Poznanski, Ursula (* 1968), österreichische SchriftstellerinUrsula Poznanski (* 1968)

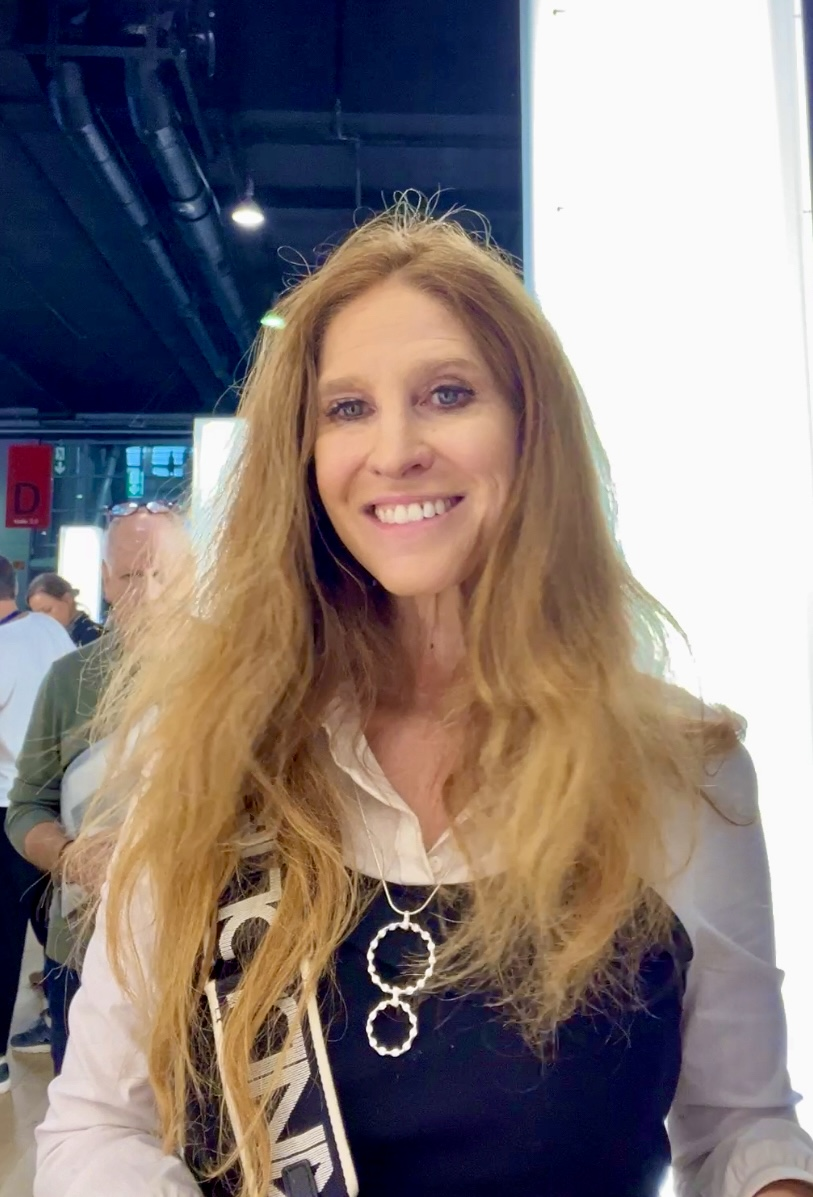
Ursula Poznanski (* 1968)

- Pozner, Vladimir (1905–1992), französischer Romancier und Essayist
- Poźniak, Beata (* 1960), polnisch-US-amerikanische Schauspielerin, Künstlerin und Aktivistin
- Poźniak, Bronisław von (1887–1953), österreichisch-deutscher Pianist polnischer Abstammung
- Pozniak, Chris (* 1981), kanadischer Fußballspieler
- Pozniakas, Danas (1939–2005), sowjetischer Boxer

### Pozo
- Pozo, Alejandro (* 1999), spanischer Fußballspieler
- Pozo, Ángel del (1934–2025), spanischer Schauspieler
- Pozo, Arnulfo (* 1945), ecuadorianischer Radrennfahrer
- Pozo, Chano (1915–1948), kubanischer Sänger und Percussionist
- Pozo, Chino (1915–1980), kubanischer Percussionist
- Pozo, Diego (* 1978), argentinischer Fußballspieler
- Pozo, Gerson (* 2003), spanischer Sprinter
- Pozo, Hipólito (* 1941), ecuadorianischer Radrennfahrer
- Pozo, Jaime (* 1942), ecuadorianischer Radrennfahrer
- Pozo, Juan Miguel (* 1967), kubanisch-deutscher Maler
- Pozo, Mauricio (* 1970), chilenischer Fußballspieler
- Pozo, Pablo (* 1973), chilenischer Fußballschiedsrichter
- Pozor, Ján (* 1983), slowakischer Fußballschiedsrichterassistent
- Pozorny, Reinhard (1908–1993), deutscher Autor, nationalsozialistischer Propagandafunktionär, Aktivist in der Sudetendeutschen Landsmannschaft
- Pozorski, Irmgard (* 1953), deutsche Künstlerin
- Pozos Lorenzini, Rutilo Felipe (* 1967), mexikanischer Geistlicher, römisch-katholischer Bischof von Ciudad Obregón

### Pozs
- Pozsgai, Tamás (* 1988), ungarischer Eishockeyspieler
- Pozsgay, Imre (1933–2016), ungarischer Politiker
- Pozsik, Éva (* 1956), ungarische Badmintonspielerin
- Pozsony, Jenő (1885–1936), siebenbürgischer Maler des Impressionismus
- Pozsonyi, Imre (1880–1963), ungarischer Fußballspieler und -trainer

### Pozu
- Pozuelo, Alejandro (* 1991), spanischer Fußballspieler
- Požun, Katja (* 1993), slowenische Skispringerin

### Pozz
- Pozza, Andrea (* 1965), italienischer Jazzpianist
- Pozza, Marco, italienischer Paläograph und Historiker
- Pozzali, Aristide (1931–1979), italienischer Boxer
- Pozzan, Ugo (1929–1973), italienischer Fußballspieler und -trainer
- Pozzati, Concetto (1935–2017), italienischer Maler und Grafiker
- Pozzato, Filippo (* 1981), italienischer Radrennfahrer
- Pozzatti, Gianluca (* 1993), italienischer Triathlet
- Pozzessere, Pasquale (* 1957), italienischer Filmregisseur und Drehbuchautor
- Pozzetti, Alberto (1914–2002), italienischer Dokumentarfilmer und Drehbuchautor
- Pozzetto, Renato (* 1940), italienischer Komiker, Schauspieler und FilmregisseurRenato Pozzetto (* 1940)

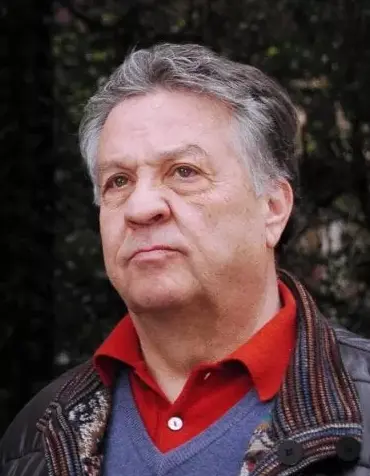
Renato Pozzetto (* 1940)

- Pozzi, Alessandro (* 1954), italienischer Radrennfahrer
- Pozzi, Andrew (* 1992), britischer Hürdenläufer
- Pozzi, Angelo (* 1932), Schweizer Bauingenieur und Hochschullehrer
- Pozzi, Antonia (1912–1938), italienische Dichterin
- Pozzi, Carlo Ignazio (1766–1842), deutscher Architekt und Baumeister
- Pozzi, Carlo Luca (1734–1812), Schweizer Stuckateur
- Pozzi, Catherine (1882–1934), französische Dichterin und SchriftstellerinCatherine Pozzi (1882–1934)

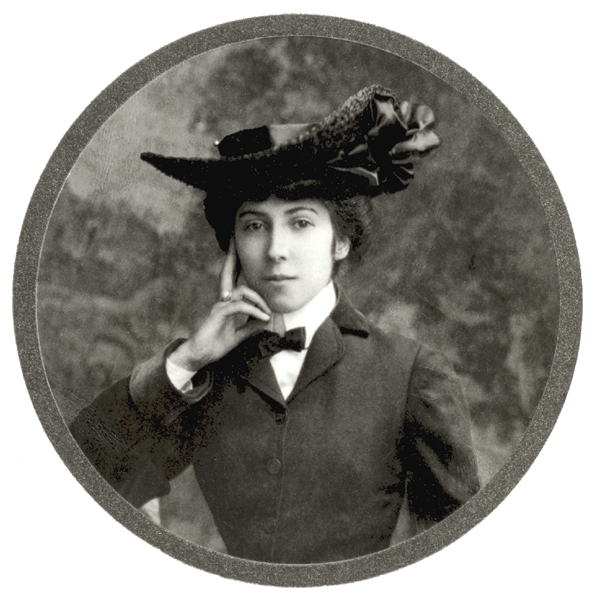
Catherine Pozzi (1882–1934)

- Pozzi, Charles (1909–2001), französischer Formel-1-Rennfahrer
- Pozzi, Domenico (1745–1796), Tessiner Historien- und Porträtmaler
- Pozzi, Francesco (1704–1789), Tessiner Stuckateur
- Pozzi, Francesco (1790–1844), italienischer Bildhauer und Steinschneider
- Pozzi, Francesco (1828–1905), italienischer Geistlicher
- Pozzi, Gianluca (* 1965), italienischer Tennisspieler
- Pozzi, Giovanni (1923–2002), Schweizer Schriftsteller
- Pozzi, José Pedro (1925–2017), argentinischer Ordensgeistlicher und römisch-katholischer Bischof von Alto Valle del Río Negro
- Pozzi, Joseph Anton (1732–1811), Tessiner Stuckateur
- Pozzi, Lucio (* 1935), italienisch-US-amerikanischer Maler und Konzeptkünstler
- Pozzi, Marco (* 1964), italienischer Filmregisseur
- Pozzi, Maurizio (* 1970), italienischer Skilangläufer
- Pozzi, Maurizio (* 1974), Schweizer Musiker, Musikproduzent und Songwriter
- Pozzi, Maximilian Joseph (1770–1842), deutscher Bildhauer
- Pozzi, Moana (1961–1994), italienische Schauspielerin und Pornodarstellerin
- Pozzi, Nicola (* 1981), italienischer Biathlet
- Pozzi, Nicola (* 1986), italienischer Fußballspieler
- Pozzi, Pier Paolo (* 1964), italienischer Jazzmusiker
- Pozzi, Renzo (* 1984), uruguayischer Fußballspieler
- Pozzi, Samuel (1846–1918), französischer Chirurg, Gynäkologe und Politiker
- Pozzi, Stefano (1699–1768), italienischer Maler
- Pozzi-Branzati, Virginia (1833–1909), italienische Opernsängerin der Stimmlage Sopran
- Pozzo di Borgo, Carlo Andrea (1764–1842), französischer Politiker und Diplomat
- Pozzo di Borgo, Philippe (1951–2023), französischer AutorPhilippe Pozzo di Borgo (1951–2023)

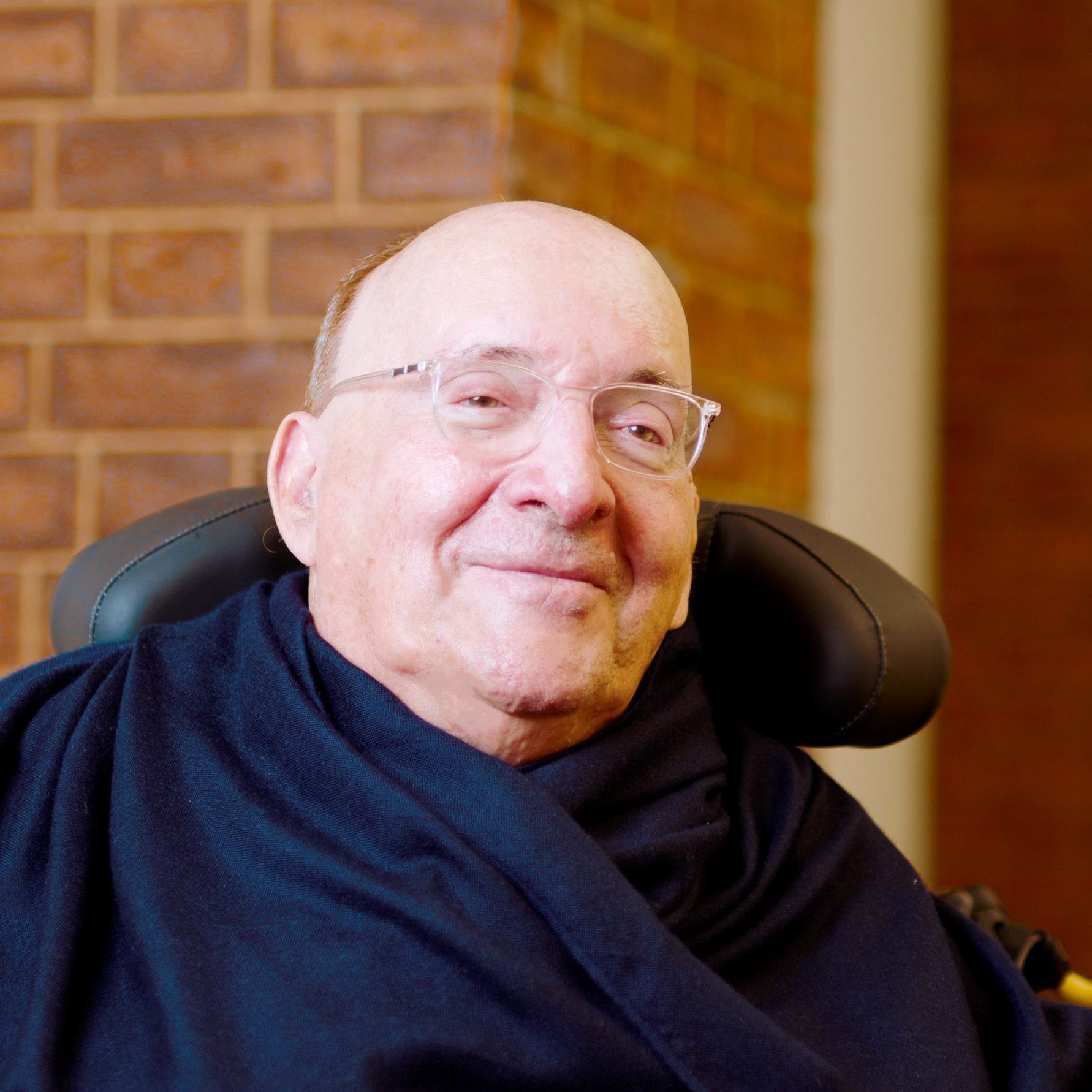
Philippe Pozzo di Borgo (1951–2023)

- Pozzo, Andrea (1642–1709), italienischer Maler und Kunstschriftsteller
- Pozzo, Antonio († 1664), Architekt und Baumeister
- Pozzo, Antonius, italienischer Steinmetzmeister
- Pozzo, Francesco de, kaiserlicher Architekt, Festungsbaumeister und Inspektor
- Pozzo, Guido (* 1951), italienischer Geistlicher, Kurienerzbischof
- Pozzo, Johann Baptist († 1696), Architekt und Baumeister der Steiermark
- Pozzo, Mattia (* 1989), italienischer Radrennfahrer
- Pozzo, Modesta (1555–1592), venezianische Schriftstellerin
- Pozzo, Paolo (1741–1803), italienischer Architekt
- Pozzo, Tomás (* 2000), argentinischer Fußballspieler
- Pozzo, Vittorio (1886–1968), italienischer Fußballspieler und -trainerVittorio Pozzo (1886–1968)

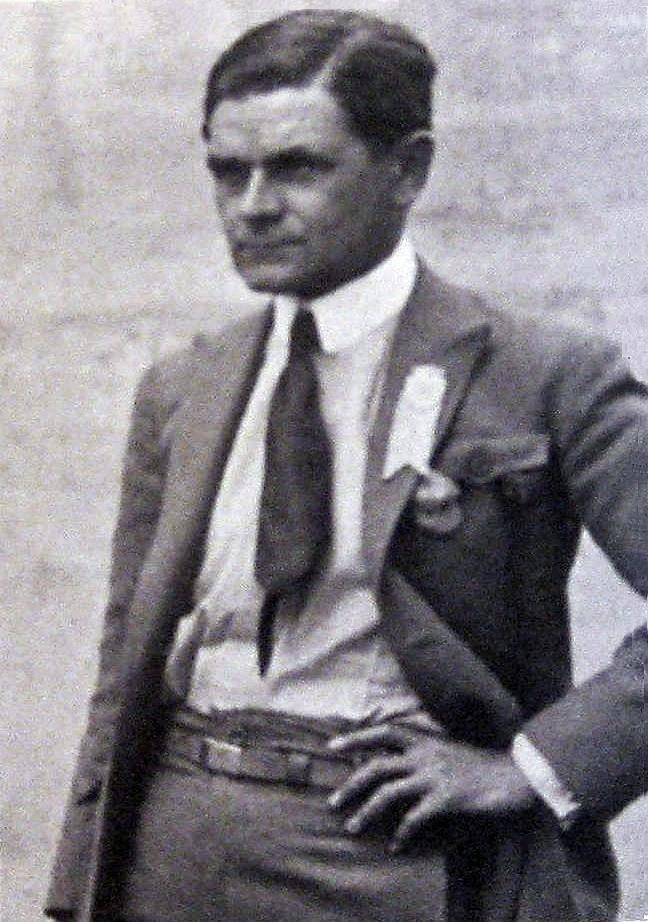
Vittorio Pozzo (1886–1968)

- Pozzobon, João (1904–1985), brasilianischer Diakon und Missionar und Initiator der Kampagne der Pilgernden Gottesmutter
- Pozzobonelli, Giuseppe (1696–1783), italienischer Kardinal, Erzbischof von Mailand
- Pozzoli, Silver (* 1953), italienischer Italo-Disco-Sänger
- Pozzolini, Stefano (* 1977), italienischer Snowboarder
- Pozzoni, Domenico (1861–1924), italienischer Geistlicher
- Pozzoni, Paola (* 1965), italienische Skilangläuferin
- Pozzovivo, Domenico (* 1982), italienischer Radrennfahrer